# محمد سعيد باشا
محمد سعيد باشا (1237 هـ / 1822 - 1279 هـ / 18 يناير 1863)، والي مصر من سلالة الأسرة العلوية، تولى الحكم من 24 يوليو 1854 إلى 18 يناير 1863 تحت حكم الدولة العثمانية. كان الابن الرابع لمحمد علي. تلقى تعليمه في باريس وكان ذا نزعة غربية.

## من الأعمال في عهده

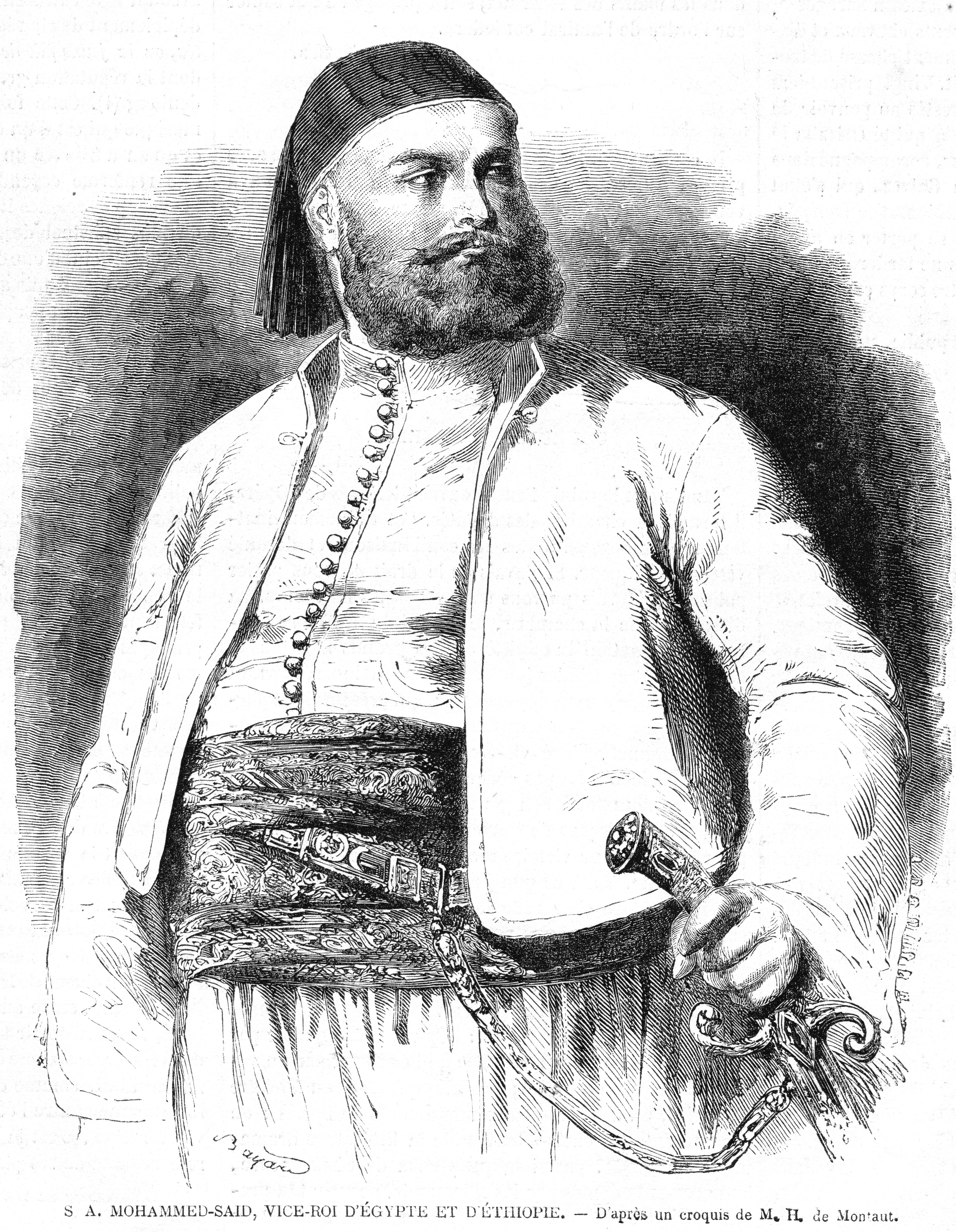

- تأسيس (البنك المصري) في عام 1854م.
- إعطاء فرديناند دي لسبس الموافقة على حفر قناة السويس.
- قام بإغلاق المدارس العليا (الكليات) التي أنشأها والده محمد علي باشا، وقال بعد إغلاقها | محمد سعيد باشا | أمة جاهلة أسلس قيادة من أمة متعلمة. | محمد سعيد باشا |
- قام بتخفيض الضرائب على الأراضي الزراعية، وأسقط المتأخرات عن الفلاحين ومنحهم حق تملك الأرض وذلك طبقًا للقانون الذي أصدره في 5 أغسطس 1858.[1]
- تطهير ترعة المحمودية.[1]
- استكمل بناء سكة حديد القاهرة - الإسكندرية التي بدأ العمل بها أثتاء فترة حكم عباس حلمي الأول.[1]
- اهتم بالملاحة التجارية الداخلية والخارجية، فأنشأ شركتين للملاحة إحداهما نيلية أسسها عام 1854، والأخرى بحرية أسسها عام 1857.[1]
- قام بتقصير مدة الخدمة العسكرية ثم عممها على جميع الشبان على اختلاف طبقاتهم، فجعل متوسط الخدمة سنة واحدة وبذلك أدخل في نفوس الناس الطمأنينة على مصير أبنائهم المجندين.[1]
- أصدر لائحة للمعاشات للموظفين المتقاعدين.[1]
- أصلح مجلس الأحكام وقام بعدة تغييرات في هيكله.[1]
- أصلح القضاء الشرعي.[1]
- منع نقل الآثار المصرية وأمر بجمعها في مخازن أعدت لها في بولاق.[1]
- أنهى الاختلاط الذي كان متبعًا في التقويم، حيث كان هناك التقويم الهجري والميلادي والقبطي فحدد لكل وظيفته.[1]
- ألغى دفع الجزية على أقباط مصر مداخلة إبراهيم عيسى حول الخديوي

### حروب في عهده
خاضت مصر في عهده حربين:
1. حرب المكسيك: بسبب ميوله نحو إمبراطور فرنسا نابليون الثالث مما جعله يلبي دعوته حينما طلب منه أن يمده بقوة حربية مصرية لتعاون الجيش الفرنسي بهذه الحرب.[1]

شهدت مصر في عصره بدايات التدخل الأجنبي وذلك عن طريق القروض الأجنبية وامتياز قناة السويس
```
1) القروض الأجنبية: اعتمد سعيد باشا على رؤوس الأموال الأجنبية فاستدان من البيوت المالية الأوروبية وبذلك بدأت الأزمة المالية حيث عقد في 1862 أول قرض من أحد البنوك البريطانية ثم اندفع سعيد باشا بعد ذلك في الاستدانات فلجأ للمرابين يستدين منهم مقابل سندات على الخزانة المصرية
2) امتياز قناة السويس: منح سعيد باشا فرديناند دليسبس عقدين لامتياز قناة السويس حيث كان: 
```

الامتياز الأول نوفمبر 1854 يقضي بمنحه امتياز تأسيس شركة عامة لحفر قناة السويس واستثمارها لمدة 99 عاما من تاريخ افتتاح القناة للملاحة
الامتياز الثاني يناير 1856 جاءت شروطه مجحفة لمصر والمصريين حيث كانت أهم شروطه:
```
1) تمنح الحكومة الشركة الحق في: *إنشاء قناة السويس * إنشاء ترعة المياه الصالحة للملاحة النيلية (سميت بترعة الإسماعيلية فيما بعد) والتي تستمد مياهها من النيل وتصب في قناة السويس * إنشاء فرعين للري والشرب يستمدان مياههما من ترعة الإسماعيلية * فرض ما تشاء من رسوم على السفن التي تمر في قناة السويس أو ترعة الاسماعيلية 
2) تتنازل الحكومة المصرية للشركة مجـانا عن جميع الأراضي المملوكة لها والمطلوبة لإنشاء قناة السويس وترعة الإسماعيلية 
3) مد الامتياز 99 سنة تبدأ من افتتاح قناة السويس وتصبح القناة بعدها للحكومة المصرية 
4) يكون أربع أخماس (80%) العمال من المصريين (أصبح ذلك شرط إلزاميا على الحكومة المصرية للشركة) 
5) تحصل مصر على 15% من صافي الأرباح مقابل الأراضي والامتيازات الممنوحة للشركة
6) يصدق السلطان العثماني على امتياز حفر قناة السويس شرطا لصحته 
```

وترتب على ذلك:
-فتح باب التدخل الأجنبي في شئون مصر
-ارتباك الميزانية المصرية وتورط البلاد في الاستدانة من البنوك الأجنبية
- عدم استفادة مصر شيئا من القناة في تلك الفترة فقد عادت أرباحها للشركة الأجنبية.

## زوجاته وأبناؤه
| الزوجة      | أبنائه منها                 |
| ----------- | --------------------------- |
| إنجي هانم   | لا ذرية                     |
| ملك بر هانم | محمد طوسون باشا، محمود باشا |